# 吉沢村 (新潟県)
吉沢村（よしざわむら）は、かつて新潟県中蒲原郡にあった村。

## 沿革
- 1889年（明治22年）4月1日 - 町村制施行に伴い中蒲原郡吉沢村が村制施行し、吉沢村が発足。
- 1901年（明治34年）11月1日 - 中蒲原郡五泉町、太川村と合併し、五泉町を新設して消滅。